# 錫吉里省
錫吉里省是西非國家畿內亞的33個省之一，位於該國東北部，由康康大區負責管轄，首府設於錫吉里，北臨馬里，東接芒賈納省，南毗庫魯薩省，西鄰丁吉拉伊省，面積15,500平方公里，人口約244,000。